# 68410 Nichols
68410 Nichols è un asteroide della fascia principale. Scoperto nel 2001, presenta un'orbita caratterizzata da un semiasse maggiore pari a 2,6816549 UA e da un'eccentricità di 0,0753863, inclinata di 4,85333° rispetto all'eclittica.
L'asteroide è dedicato all'attrice statunitense Nichelle Nichols.